# Ban Naoyuki
Ban Naoyuki (塙 直之?; 26 maggio 1567 – 1615), conosciuto anche come Ban Dan'emon (塙 団右衛門?), è stato un samurai del tardo periodo Sengoku e del primo periodo Edo.

## Biografia
Servì inizialmente come vassallo di Katō Yoshiaki, una delle "sette lance di Shizugatake", che diventò in seguito padrone del dominio Aizu, presso Mutsu. Naoyuki servì Katō come comandante d'artiglieria (teppō-taishō).
Naoyuki seguì il suo signore durante l'invasione giapponese della Corea intorno al 1590, e per le sue azioni in combattimento in quella circostanza gli fu dato uno stipendio di 350 koku. Comunque, nella battaglia di Sekigahara nel 1600, si oppose agli ordini di Yoshiaki e conseguentemente lasciò il servizio. Dopo questi avvenimenti, servì numerosi signori, inclusi Kobayakawa Hideaki, Matsudaira Tadayoshi, e Masanori Fukushima. Comunque, poiché il suo signore precedente, Yoshiaki, era d'impaccio, Naoyuki diventò monaco per un certo tempo.
Servì il clan Toyotomi nella campagna invernale dell'assedio di Osaka nel 1614. Comunque, durante la campagna estiva dell'anno seguente, fu ucciso in azione mentre combatteva le forze di Asano Nagaakira nella provincia di Izumi durante la battaglia di Kashii.